# Canthon curvipes
Canthon curvipes är en skalbaggsart som beskrevs av Edgar von Harold 1868. Canthon curvipes ingår i släktet Canthon och familjen bladhorningar. Inga underarter finns listade.